# Site historique national de San Juan
Le site historique national de San Juan – ou San Juan National Historic Site en anglais – est un site historique national américain à San Juan et Toa Baja, à Porto Rico. Constitué d'un ensemble de forts, bastions et maisons fortes ainsi que des trois quarts des murs d'enceinte du Vieux San Juan, il forme avec La Fortaleza depuis 1983 un bien sur la liste du patrimoine mondial de l'UNESCO.

## Histoire
Ce site de 30,4 hectares a d'abord été préservé par un décret du 14 février 1949 avant d'être inscrit le 15 octobre 1966 au Registre national des lieux historiques.

## Géographie
Font partie du site à San Juan :
- Le fort San Cristóbal.
- Les murs du Vieux San Juan.
- Le fort San Felipe del Morro.
  - Le phare de San Juan situé dans ce fort et lui-même inscrit au Registre national des lieux historiques depuis le 22 octobre 1981.
- Le Paseo del Morro, un National Recreation Trail depuis 2001.
  - La porte de San Juan, au bout du Paseo.

À Toa Baja, sur Isla de Cabras, on trouve enfin le fortin San Juan de la Cruz, dit aussi El Cañuelo.